# Cecilia Casanova
Cecilia Casanova (nacida el 2 de octubre de 1926 en Santiago, Chile y fallecida en el mismo lugar el 2 de noviembre de 2014) fue una poeta y pintora que desarrolló una obra poética exigente y reveladora. Se le ha asociado a la generación del 50, por los espacios creativos y amistades que compartió cono Enrique Lafourcade, Enrique Lihn y Jorge Teillier, pero el estilo y características de su obra no se puede adjudicar a una sola generación.

## Biografía
Criada en un ambiente artístico, fue hija de Manuel Casanova Vicuña y Blanca Hatch Vidaurre. Nieta de Álvaro Casanova, pintor de escenas épicas de la Marina nacional.De niña tuvo familiaridad con la pintura y comenzó de temprano a pintar. Actividad que continuó a lo largo de su vida, a menudo como primera vocación a pesar de haberlo dejado en segundo lugar.
Cercana al teatro desde su infancia, la autora afirma que a su madre le comenzaron los dolores de parto en una butaca del Teatro Municipal, en el estreno de La Boheme de Puccini. Estudió primero en un colegio de monjas y luego en el British High School, ambos los consideraba "lugares tristes", para luego dejar el colegio para siempre.
Cecilia frecuento desde la adolescencia el caserón de San Antonio y Agustinas y, junto a la consueta titular, María de la Quintana ejecutó en muchas funciones operáticas la tarea de alta responsabilidad de la iluminación, encendiendo y apagando focos, bajando la intensidad de algunos y subiendo la de otros, según las demandas del guion. Estudio canto con la legendaria Adelina Padovani, quien reconoció en ella estupendas condiciones vocales y oído musical y le auguró una carrera en el arte lírico.
Vivió largas temporadas con sus abuelos, tanto en Santiago como Zapallar, generalmente acompañando a su abuela a abrir la casa por los veranos junto a su hermano Manuel. Se casó con Humberto Casanova, con el que organizaban tertulias donde escuchaban la música de Bach y Wagner.
Un día su padre la llevó a ver a Marta Quintana, consueta lírica del Teatro Municipal, que le probó la voz y ofreció hacer clases gratuitas. Luego comenzó a estudiar teatro a la Universidad Católica, ya habiendo nacido sus dos hijos: María Cecilia y Humberto.
Sus primeros poemas fueron publicados en la revista Atenea en 1949, un poco antes de su primer poemario "Como lo más solo".
Tuvo un segundo matrimonio con Enrique, donde tuvo dos hijos más, Margarita y Enrique.

## Influencias
En una entrevista mencionó varios de los nombres que le encantaban: Elinor Wylie, Elizabeth Bishop, Emily Dickinson, Hilda Doolitle. Su despertar dogmático, sin embargo, había sido con Amado Nervo, Rubén Darío y Asunción Silva. De Neruda también habló, sobre todo por un comentario laudatorio que él hizo a “De cada día”. Le interesaba la pintura moderna, Kandinsky, los expresionistas alemanes, Venturini y la obra de Couve. A sus contemporáneos los leyó a todos y de música se inclinaba por Albinoni, Satie, Debussy y Chopin.

## Estilo
Cecilia Casanova tiene un estilo marcado por versos cortos, muchas veces de una sola palabra, que forman un objeto compacto y fluido. Los espacios cotidianos y domésticos son resignificados con una profunda simplicidad. Jorge Teillier, en su prólogo para Los juegos del sol (1963) celebra el carácter sin ornamentos de la poesía de Casanova, "… saludamos en un libro como Los Juegos del sol la pureza de un vaso de agua fresca, en el cual lo artificioso y lo falso están descartados en aras del difícil amor hacia la verdadera luz de la poesía".
Oreste Plath comenta que su poesía es la memoria de las reminiscencias; las cosas y las circunstancias que no tienen olvido. La utilidad de los recuerdos que gravitan en la distancia; una poesía de los pasos, de transparencias, de esencias de situaciones regustadas con emoción y sutilmente, porque todo lo tierno lo anega con sabiduría de oficio.
Leonardo Sanhueza menciona que en la poesía de Cecilia, "...el humor al lado de la tristeza, la catástrofe detrás de lo maravilloso, la pequeñez que antecede a lo inmenso. En estos poemas suele haber ese tipo de pares, que llevan lo negro hacia lo blanco o lo trágico hacia lo misterioso. Con su brevedad, muestran sólo un flash de la escena, convirtiendo toda una situación dramática en sólo una imagen".
En su primera etapa, que incluye "Como lo más solo" y "De cada día", tuvo una marcada influencia de Amado Nervo, uno de los primeros referentes de la narrativa dentro del poema. La experimentación de situaciones contadas verso a verso, le resultó propio para relatar su vida e imaginar personajes, agregando movilidad a su poesía y contactarse con la cotidianidad. Su primer título (Como lo más solo) plantea la caída de una voz femenina en la poesía, con el amor y quienes lo rodean, en tanto que el segundo (De cada día) es un cuadernillo de anotaciones desde la enfermedad, el postramiento.
Vesania, única novela de la autora trata de la historia de una familia, comenzando en la época balmacedista hasta el presente (1988). Cuenta con múltiples protagonistas, incluyendo a Sumisa Céspedes, la que vive cerca de 122 años y forma el eje del clan familiar. El título del libro hace referencia a la insania y la locura.
Vuelve a la poesía cinco años después con "Los invitados de tu memoria", donde trata de la figura melancólica de la madre. Dan cuenta de una mirada inquieta de mujer, en cuya superficie sensible irán aflorando fantasías trizadas por los asedios de la realidad. Elemento transversal de su obra, la escritura esta tramada de un lenguaje cotidiano, lírico, con sutileza de sentido y lenguaje. Abundan los juegos semánticos y gramaticales.